# GNU Chess
GNU Chess（グヌー・チェス）は、自由ソフトウェアのチェスエンジンであり、CLIのチェスボードである。GNU Chessは研究の基盤を提供することを目標としており、多くの環境で利用されてきた。
GNU ChessはGNU GPL v3+で公開されている自由ソフトウェアであり、共同開発者によってメンテナンスが行われている。完全なソースコードを提供する最初のコンピュータチェスプログラムの1つである。UNIXベースのシステムで最古のコンピュータチェスプログラムの1つであり、多くのプラットフォームに移植されている。

## 特徴
CCRL  (Computer Chess Rating Lists)による、40/2のリストでは、イロレーティングの数値は2661である（比較対象として挙げると、人間で最強のプレイヤーであるマグヌス・カールセンのイロレーティングは2882である。また、2004年に開かれたMan vs Machine World Team Championship でセルゲイ・カヤキン、ベセリン・トパロフといったグランドマスターに勝利し、ルスラン・ポノマリョフと引き分けたことで知られるフリッツ8のレーティングの数値は2665である。)
XBoardやGNOME ChessといったGUIプログラムではデフォルトのエンジンとして含まれており、これらと組み合わせて使われることが多い。XBoardのChess Engine Communication Protocolの初期のバージョンはGNU Chessのコマンドラインインタフェースがベースとなっている。バージョン6.1以降ではターミナルエミュレータでのグラフィカルモードをサポートしている。

## 歴史
GNU Chessの最初のバージョンはStuart Cracraftによって開発された。1984年、GNUプロジェクトの発足前にリチャード・ストールマンとの協力体制を始めたため、GNU Chessは最初期のGNUソフトウェアの一つである。
それ以降、GNU Chessは改善と拡張を継続している。バージョン2からバージョン4はJohn Stanbackが開発した。バージョン5はChua Kong-Sianの開発したチェスエンジンであるCobaltがベースとなっている。
2011年、GNU Chessはバージョン6に移行した。 これはFabien Letouzeyの開発したFruit2.1がベースである。CEGTによれば、このコードベースのバージョン5.60は、最新バージョンであるFruit 2.3よりも強力であった。